# 10 Regiment Pieszy Ordynacji Rydzyńskiej

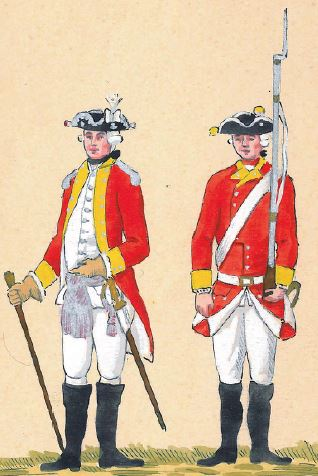
Żołnierze regimentu w 1775

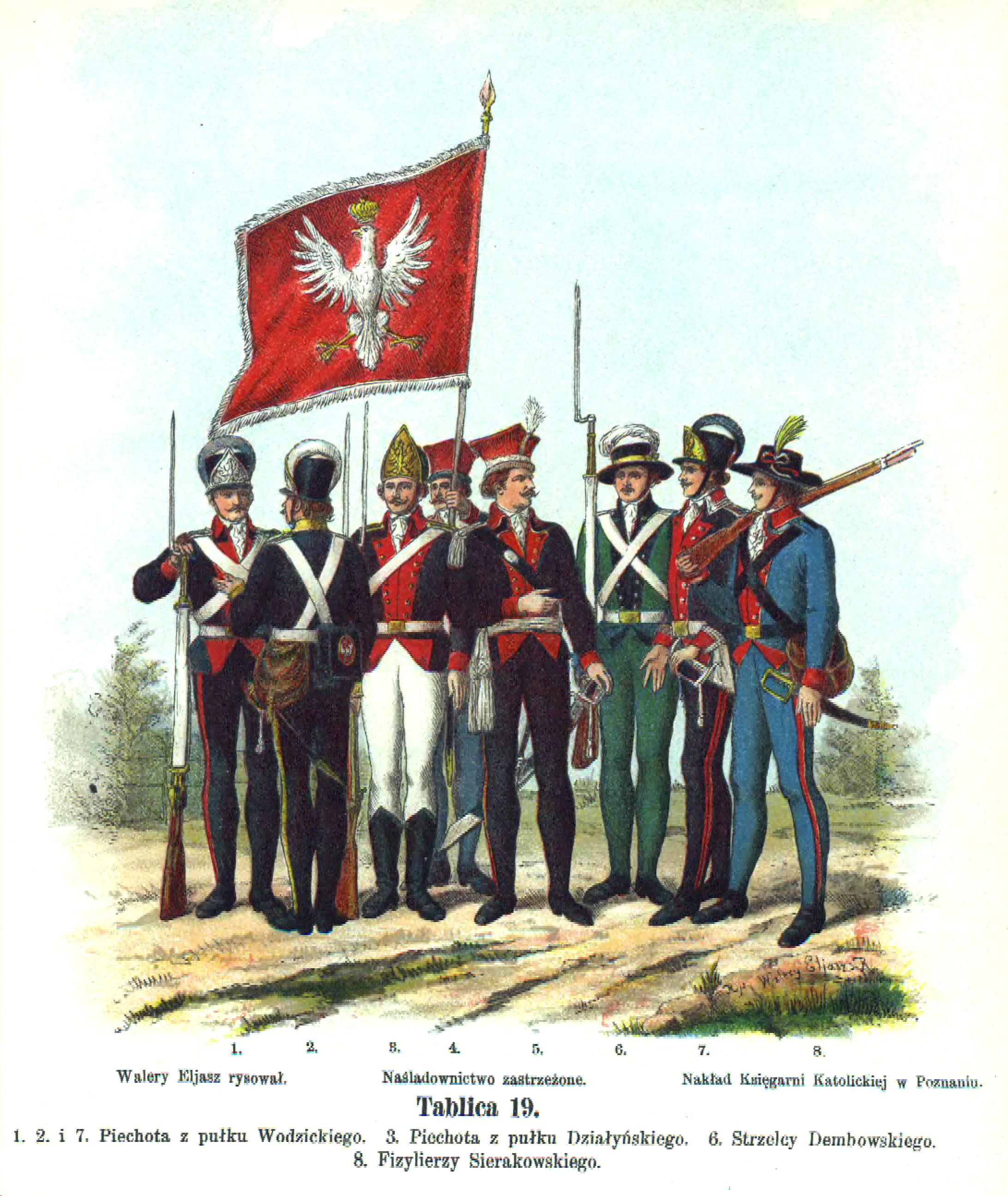
Piechur z pułku Działyńskiego (3.)

10 Regiment Pieszy Ordynacji Rydzyńskiej – oddział piechoty armii koronnej wojska I Rzeczypospolitej.

## Formowanie i zmiany organizacyjne
W 1775 wojewoda kaliski August Sułkowski rozpoczął formowanie regimentu, głównie z żołnierzy własnej milicji prywatnej. Ostatecznie został włączony do etatu i wojska patentem króla 27 listopada 1776 i odtąd nazywano go regimentem Pieszym Ordynacji Rydzyńskiej. Od nazwiska ostatniego szefa regimentu Ignacego Działyńskiego jego żołnierzy zwano Działyńczykami, a samą jednostkę określano mianem 10 Regiment Pieszy Szefostwa Działyńskich.
Sejm roku 1776 ułożył nowy etat wojska, zmieniając znacznie jego strukturę. Regiment miał liczyć 6 kompanii, w sumie etatowo 353 żołnierzy, a praktycznie w 1778 roku 353 głowy. W 1786 roku liczył 353 żołnierzy. Wchodził w skład Dywizji Wielkopolskiej.
W 1775 roku ujednolicono uzbrojenie podoficerów i szeregowych, odbierając tym pierwszym broń krótką, a oficerom pozostawiając jedynie szpady. 
W 1786 roku wprowadzono numeracje regimentów piechoty od 1 do 14. Regiment gwardii pozostał bez numeru. 
Od 1789 do 1794 kwaterował w wyremontowanym Zamku Ujazdowskim (w czasie powstania kościuszkowskiego formowano tam również 20 Regiment Pieszy Koronny).
Reformy Sejmu Wielkiego zwiększyły stany polskiej piechoty w poszczególnych regimentach. Etaty z października 1789 i maja 1792 roku zakładały istnienie regimentu składającego się z dwunastu kompanii uszykowanych w trzy bataliony, w tym jeden grenadierski i dwa fizylierskie. W praktyce nigdy takiej organizacji nie osiągnięto. Jedynie w 1790 rozbudowano regiment o dwie kompanie. W przededniu wojna w obronie Konstytucji 3 maja 11 regiment piechoty im. Ordynacji Rydzyńskiej szefostwa Ignacego Działyńskiego liczył 1342 żołnierzy. W 1794 otrzymał numer 10.
Po wybuchu powstania kościuszkowskiego w regimencie zorganizowano trzeci batalion.
Liczebność regimentu w 1792 roku wynosiła 1468 osób, w marcu 1794 roku 858, w maju 870, a we wrześniu 361 żołnierzy.
Decyzją Ministra Obrony Narodowej nr 105/MON z 14 lipca 1995  10 Brygada Zmechanizowana kultywowała tradycje 10 Regimentu Pieszego Ordynacji Rydzyńskiej (1775 – 1794).

### Regiment w powstaniu kościuszkowskim
W kwietniu 1794 regiment liczył 858 żołnierzy. Po walkach ulicznych w Warszawie regiment liczył 807 głów. Do 29 maja wcielił 63 rekrutów i jego stan liczebny wzrósł do 870 ludzi. Na początku września liczył 909 żołnierzy. Od połowy sierpnia regiment tworzył batalion strzelecki. Jedna kompania strzelców pod koniec września poszła na Podlasie jako uzupełnienie dywizji Sierakowskiego; po bitwie pod Maciejowicami zostało z niej 5 strzelców, bez żadnego oficera. 2 listopada linię między Wolą a Czystem utrzymywało m.in. 191 strzelców 10 regimentu. Na uzbrojeniu regiment posiadał 818 karabinów.
Regiment poniósł olbrzymie straty pod Maciejowicami. Z dwóch liniowych batalionów zostało tylko 27 ludzi, w tym 2 oficerów. 2 listopada pod Warszawą znajdowało się 191 strzelców, a w dywizji gen. mjr. Floriana Żółkowskiego – 170 żołnierzy z liniowych batalionów. Po 10 października liczył on, razem z 27 ludźmi ocalałymi z bitwy, 361 żołnierzy.
Żołnierze regimentu
Na początku powstania  regimentem dowodził płk Filip Hauman. Jego zastępcą był ppłk Bogumił Rudnicki. Po awansie Haumana, dowódcą regimentu został płk Józef Zeydlitz. 27 maja podpułkownikami zostali: pierwszy major Wojciech Greffen i najstarszy kapitan Erazm Mycielski. Pierwszym majorem został Ludwik Lipnicki. Stanowisko drugiego majora podczas powstania było nieobsadzone. Ponadto walczyli: kwatermistrz regimentu kpt. Jakub Morzyński i adiutant regimentowy por. Ignacy Witkowski, por. Franciszek Silnicki, Lipnicki, Wolfenbittel i chor. Adam Wojciechowski.

## Barwy regimentu
- po 1776: wyłogi żółte, guziki srebrne[17]

W roku 1789  zmieniono poważnie krój i kolor mundurów piechoty. Składał on się z kurtki zimowej koloru granatowego z wyłogami różowymi, naramiennikami złotymi, Lejbika białego ze stojącym kołnierzem, w lecie koletu sukiennego w kolorze białym z wykładkami podobnymi do wyłogów, zapinanego na guziki żółte od dołu do góry, długich białych spodni wkładanych do butów kroju węgierskiego, wysokich do kolan i wyciętych z tyłu, a wreszcie z kołpaka okrągłego filcowego, wysokiego na około 30 cm, z sukiennym wierzchem pąsowym, daszkiem i blachą mosiężną z orłem. Żołnierze nosili poza tym halsztuki i naramiennik z czarnej szmelcowanej blachy z nicianym kutasem, jako strój zaś koszarowy — kitle i furażerki. Mundury były o wiele wygodniejsze i pozwalały na większą swobodę ruchów. Strój oficerów różnił się barankowym czarnym obszyciem czapek i galonami. Roczny koszt umundurowania piechura (wraz z przymunderunkiem) wynosił 111 zł.
- podczas insurekcji kościuszkowskiej: wyłogi żółte, guziki srebrne[17].

## Żołnierze regimentu
Regimentem dowodził zazwyczaj pułkownik. Stanowisko szefa regimentu, związane z wielkimi poborami, było najczęściej uważane za synekurę. Szefowie posiadali prawo fortragowania (przedstawiania do awansu) oficerów. Do 1789 roku w sztabie służyło dziesięciu oficerów. Byli to: szef regimentu, pułkownik, podpułkownik, major, regimentskwatermistrz, adiutant, audytor i regimentsfelczer. Szefa i pułkownika w dowodzeniu kompaniami zastępowali kapitanowie sztabowi. W kompaniach do 1790 roku było dwóch  kapitanów, sześciu poruczników i sześciu chorążych. Zatem w regimencie znajdowało się 24 oficerów wyłączając kapelana.

W grudniu 1788 roku pojawił się z powrotem trzeci kapitan z kompanią, a w 1790 drugi major, trzeci kapitan sztabowy, drugi porucznik adiutant, siódmy i ósmy porucznik, siódmy i ósmy chorąży i ośmiu podporuczników. Podniosło to liczbę etatową ofi-cerów do 40 osób.
Formowanie regimentu rozpoczął wojewoda kaliski August Sułkowski. Po Sułkowskim szefowali mu jeszcze: gen. mjr Aleksander Mycielski (1786-1788) i jako ostatni Ignacy Działyński.
Szefowie regimentu:
- ks. August Kazimierz Sułkowski, (wojewoda kaliski 1 sierpnia 1775),
- gen. mjr Aleksander Mycielski (28 stycznia 1786),
- Ignacy Józef Działyński (23 grudnia 1788)

Pułkownicy:
- R. de Hosson,
- Karol de Falckenhayn, (1789)
- Belcour (1789),
- Dahlke (1792)
- płk Filip Hauman,
- płk  Józef Zeydlitz (Sejdlitz) po 8 czerwca 1794

## Walki regimentu
10 Regiment Pieszy uczestniczył w 1792 w VII wojnie polsko-rosyjskiej toczonej w obronie Konstytucji 3 Maja. Szef: gen. Ignacy Józef Działyński. Stan osobowy: 1643 ludzi. Podczas bitwy pod Zelwą wyróżnił się młody kapitan Józef Sułkowski późniejszy adiutant Napoleona Bonaparte.
W czasie powstania kościuszkowskiego regiment stoczył bardzo ciężkie walki na Krakowskim Przedmieściu, okrążając Rosjan od strony kościoła Wizytek. W dużej części został zniszczony 10 października 1794 w bitwie pod Maciejowicami.
Bitwy i potyczki
- Swisłocz (1792),
- Bitwa pod Zelwą (4 lipca),
- Izabelin (5 lipca),
- Piaski, Granne (24 lipca),
- Krzemień (24 lipca),
- Insurekcja warszawska (17–18 kwietnia 1794),
- Biała, Nowe Miasto (3 maja),
- bitwa pod Chełmem (8 czerwca),
- bitwa pod Kurowem, bitwa pod Gołkowem (9 lipca),
- obrona Warszawy, Wola (27 lipca) i (28 sierpnia),
- bitwa pod Maciejowicami (10 października).

## Hierarchia regimentu
Przez większość swej historii nosił nr 10. W okresie 1789-IV 1790 używał numeru 11
Schemat:

milicja prywatna Ordynacji Rydzyńskiej (-1776) →  regiment pieszy Ordynacji Rydzyńskiej nr 10 (1776-1786) →  regiment 10 pieszy Ordynacji Rydzyńskiej (1786-1789) → regiment 11 pieszy Ordynacji Rydzyńskiej (1789-1790) → od 1790 regiment 10 pieszy Ordynacji Rydzyńskiej ↘ rozbity w 1794